# Liste der Naturdenkmale in Lenningen
| Naturdenkmale | Anzahl |
| ------------- | ------ |
| FND           | 21     |
| END           | 8      |
| Gesamt        | 29     |

Die Liste der Naturdenkmale in Lenningen nennt die verordneten Naturdenkmale (ND) der im baden-württembergischen Landkreis Esslingen liegenden Gemeinde Lenningen. In Lenningen gibt es insgesamt 29 als Naturdenkmal geschützte Objekte, davon 21 flächenhafte Naturdenkmale (FND) und 8 Einzelgebilde-Naturdenkmal (END).
Stand: 30. Oktober 2016.

## Flächenhafte Naturdenkmale (FND)
| Name                                                              | Bild | Kennung     | Einzelheiten | Position | Fläche Hektar | Datum         |
| ----------------------------------------------------------------- | ---- | ----------- | ------------ | -------- | ------------- | ------------- |
| Baumgruppe beim Schafhaus                                         | BW   | 81160792408 | Lenningen    | ⊙        | 0,3           | 25. Aug. 1983 |
| Felspartie Hohes Greut                                            |      | 81160792419 | Lenningen    | ⊙        | 4,9           | 25. Aug. 1983 |
| Felspartie Rauber                                                 | BW   | 81160792431 | Lenningen    | ⊙        | 4,9           | 25. Aug. 1983 |
| Feuchtgebiet im Gewann Hinter der Burg                            | BW   | 81160792440 | Lenningen    | ⊙        | 1,0           | 15. Juli 1997 |
| Feuchtgebiet im Gewann Rinne (Schmale Wasserrinne)                | BW   | 81160792416 | Lenningen    | ⊙        | 1,9           | 25. Aug. 1983 |
| Feuchtgebiet im Gewann Wetterbiegel                               | BW   | 81160792441 | Lenningen    | ⊙        | 0,7           | 15. Juli 1997 |
| Feuchtwiese mit Tümpeln und Doline im Ostteil Binsenlache         | BW   | 81160792409 | Lenningen    | ⊙        | 3,9           | 25. Aug. 1983 |
| Friedrichstürme und Friedrichsfels                                | BW   | 81160792450 | Lenningen    | ⊙        | 2,7           | 3. Apr. 1995  |
| Gerstalfels und Listnadel                                         | BW   | 81160792453 | Lenningen    | ⊙        | 2,3           | 3. Apr. 1995  |
| Hölloch im Gewann Hirschtal                                       | BW   | 81160792444 | Lenningen    | ⊙        | 4,9           | 15. Juli 1997 |
| Kesselfinkenloch mit Felspartie und Frühmeßfels                   |      | 81160792422 | Lenningen    | ⊙        | 3,3           | 25. Aug. 1983 |
| Konradfelsen mit Basaltblockhalde und Aibereschloch               |      | 81160792418 | Lenningen    | ⊙        | 4,9           | 25. Aug. 1983 |
| Lämmlesfels mit Höhle und Himmelreichfels                         | BW   | 81160792449 | Lenningen    | ⊙        | 2,6           | 3. Apr. 1995  |
| Magerrasen im Gewann Buchenrain                                   | BW   | 81160792404 | Lenningen    | ⊙        | 1,2           | 25. Aug. 1983 |
| Magerrasen im Gewann Bühl                                         | BW   | 81160792435 | Lenningen    | ⊙        | 0,5           | 15. Juli 1997 |
| Magerrasen im Gewann Bulz                                         | BW   | 81160792434 | Lenningen    | ⊙        | 4,9           | 15. Juli 1997 |
| Mittagsfelsen mit Felspartien                                     | BW   | 81160792421 | Lenningen    | ⊙        | 4,7           | 25. Aug. 1983 |
| Schlucht mit Höhle im Gewann Klingelgraben (Klingelgrabenbröller) | BW   | 81160792439 | Lenningen    | ⊙        | 0,5           | 15. Juli 1997 |
| Schrofelfels mit Höhlen                                           | BW   | 81160792442 | Lenningen    | ⊙        | 5,0           | 3. Apr. 1995  |
| Steinbruch im Gewann Obere Ulrichshalde                           |      | 81160792443 | Lenningen    | ⊙        | 3,4           | 15. Juli 1997 |
| Vulkanembryo im Gewann Steigäcker                                 | BW   | 81160792448 | Lenningen    | ⊙        | 1,3           | 15. Juli 1997 |
| Legende für Naturdenkmal                                          |      |             |              |          |               |               |

## Einzelgebilde (END)
| Name                          | Bild | Kennung     | Einzelheiten                                          | Position | Fläche Hektar | Datum         |
| ----------------------------- | ---- | ----------- | ----------------------------------------------------- | -------- | ------------- | ------------- |
| Linden im Gewann Wallenberg   | BW   | 81160792438 | Lenningen                                             | ⊙        | 0,0           | 15. Juli 1997 |
| 1 Linde (Äußere Linde)        | BW   | 81160792401 | Lenningen Nicht mehr in der LUBW-Datenbank vorhanden. | ⊙        | 0,0           | 25. Aug. 1983 |
| 1 Linde bei der Schlatterhöhe | BW   | 81160792424 | Lenningen                                             | ⊙        | 0,0           | 25. Aug. 1983 |
| 1 Linde (Linde am Pfarrhaus)  | BW   | 81160792402 | Lenningen                                             | ⊙        | 0,0           | 25. Aug. 1983 |
| 1 Linde (Schillerlinde)       | BW   | 81160792403 | Lenningen                                             | ⊙        | 0,0           | 25. Aug. 1983 |
| 1 Linde                       | BW   | 81160792414 | Lenningen                                             | ⊙        | 0,0           | 25. Aug. 1983 |
| 1 Solitäreiche (groß)         | BW   | 81160792406 | Lenningen                                             | ⊙        | 0,0           | 25. Aug. 1983 |
| 1 Solitäreiche (klein)        | BW   | 81160792407 | Lenningen                                             | ⊙        | 0,0           | 25. Aug. 1983 |
| Legende für Naturdenkmal      |      |             |                                                       |          |               |               |